# Distretto di San Salvador
Il distretto di San Salvador è uno degli otto distretti della provincia di Calca, in Perù. Si trova nella regione di Cusco.